# Aqida
Aqida (arabiska: عقيدة, plural عقائد aqaid) är det arabiska namnet på islamisk trosbekännelse och islamisk teologi. Det betyder bokstavligen tro, ideologi, princip, trosbekännelse och övertygelse.
Det finns många skolor inom islamisk teologi som uttrycker olika aqida. Dock har denna term tagit en betydande teknisk användning i den islamiska teologin, och är en gren av islamiska studier som beskriver islams tro.

## Teologiskolor
Sunnimuslimsk teologi är teologin och tolkningen av trosuppfattning (aqida) som härrör från Koranen och hadith. Innehållet i muslimsk teologi kan delas in i teodicéa, eskatologi, antropologi, apofatisk teologi och komparativ religion. I den sunnimuslimska teologins historia har det funnits teologiska skolor bland muslimer som uppvisar både likheter och skillnader med varandra när det gäller trosuppfattningar.

### Traditionella skolor

#### Kalam
Kalam (arabiska علم الكلام, ord eller samtal) är den del av islamsk teologi som i argumenteringen använde rationella argument med början under den tidiga abbasidiska perioden.

#### Mutaziliter
Mu'taziliter (arabiska المعتزلة, al-mu`tazilah) är en teologisk skola inom islam som utvecklades under 700- och 800-talet, och som åter fått aktualitet inom islamisk modernism och liberal islam. Mu'tazilit var först ett något svävande uttryck för alla som försvarade en förnuftsbaserad teologi. Senare smalnade begreppets innehåll till att beskriva de som accepterade de fem lärosatser som förekommer i inriktningen. Inriktningens fem lärosatser är Guds enhet, Guds absoluta rättvisa, löftet och hotet, mellanpositionen och krav på det goda och förbud av det onda.

#### Asharitiska skolan
Den asharitiska skolan är en klassisk sunnitisk teologiskola som grundades under 900-talet av den muslimske teologen och filosofen al-Ashari. Den kom att bli en viktig religiös rörelse som formade en mittengrund mellan mutaziliternas rationalism och hanbaliternas bokstavstro. Asharitiska skolan blev, och är fortfarande, den viktigaste sunnitiska teologiskolan.
Enligt ashariter kan människor inte verkligen förstå idéer som frihet och rättvisa, vilket är enbart Guds område. Gud kan skicka en person till helvetet eller paradiset även om det verkar orättvist för människor. I slutändan är allt Gud gör rättvist, men mycket av det är bortom mänskligt förstånd.

### Shiitisk tro
Mellan ash'ariternas tro om predestination och mu'taziliternas tro på delegering (fullständig fri vilja), håller de shiitiska imamiterna mittenpositionen mellan dessa två extremer. Deras position kallas "positionen mellan de två positionerna", al-amr bayn al-amrayn. Enligt denna tro är det vi människor som står för våra egna handlingar, och att vi utför goda och onda handlingar med den fria vilja som Gud har gett oss. Vi har alltså ett val att utföra handlingarna eller att inte utföra dem. Samtidigt uppmanar Gud människorna att utföra goda handlingar och avstå från onda handlingar.
Shiamuslimer tror på de fem pelarna, vilket även sunnimuslimer gör, men de delar upp dem på olika sätt.

#### Trons grunder (usūl ad-dīn) hos imamiterna
- monoteism (tawhid)
- rättvisa (adalah)
- vägledning genom profetskap (nubuwwah)
- ledarskap (imamah)
- domedagen (qiyamah)

## Introduktion
Enligt den muslimske forskaren Cyril Glasse "blev systematiska trosförklaringar nödvändiga, från islams [tidiga dagar], till en början för att motbevisa irrläror och senare för att urskilja synpunkter och presentera dem, då skillnaderna mellan teologiska skolor eller opinion ökade."